# Baldassare Galuppi
Baldassare Galuppi (otok Burano pokraj Venecije, 18. listopada 1706. – Venecija, 3. siječnja 1784.), talijanski skladatelj 
nazvan - IL BURANELLO
Bio je glazbeni ravnatelj crkve Sv. Marka i direktor na Consevatorio degl' Incurabili u Veneciji. Na poziv Katarine II. boravio je kao dvorski skladatelj i dirigent u Petrogradu. Glavni je predstavnik venecijanske opere buffe, s iznimnim smislom za balansirano jedinstvo dramske radnje i glazbe na kojima gradi operni finale. Melodika mu je inventivna, često inspirirana venecijanskim pučkim motivima, a ritmika živa. Najbolje su mu opere skladana na libreta Carla Goldonija ("Mjesečev svijet", "Seoski filozof", "Svadba", "Đavolica" i "Domišljata sluškinja"). Skladao je oko 100 opera, 27 oratorija, klavirske sonate, koncerte, brojna crkvena djela i dr.  